# Ooforectomia

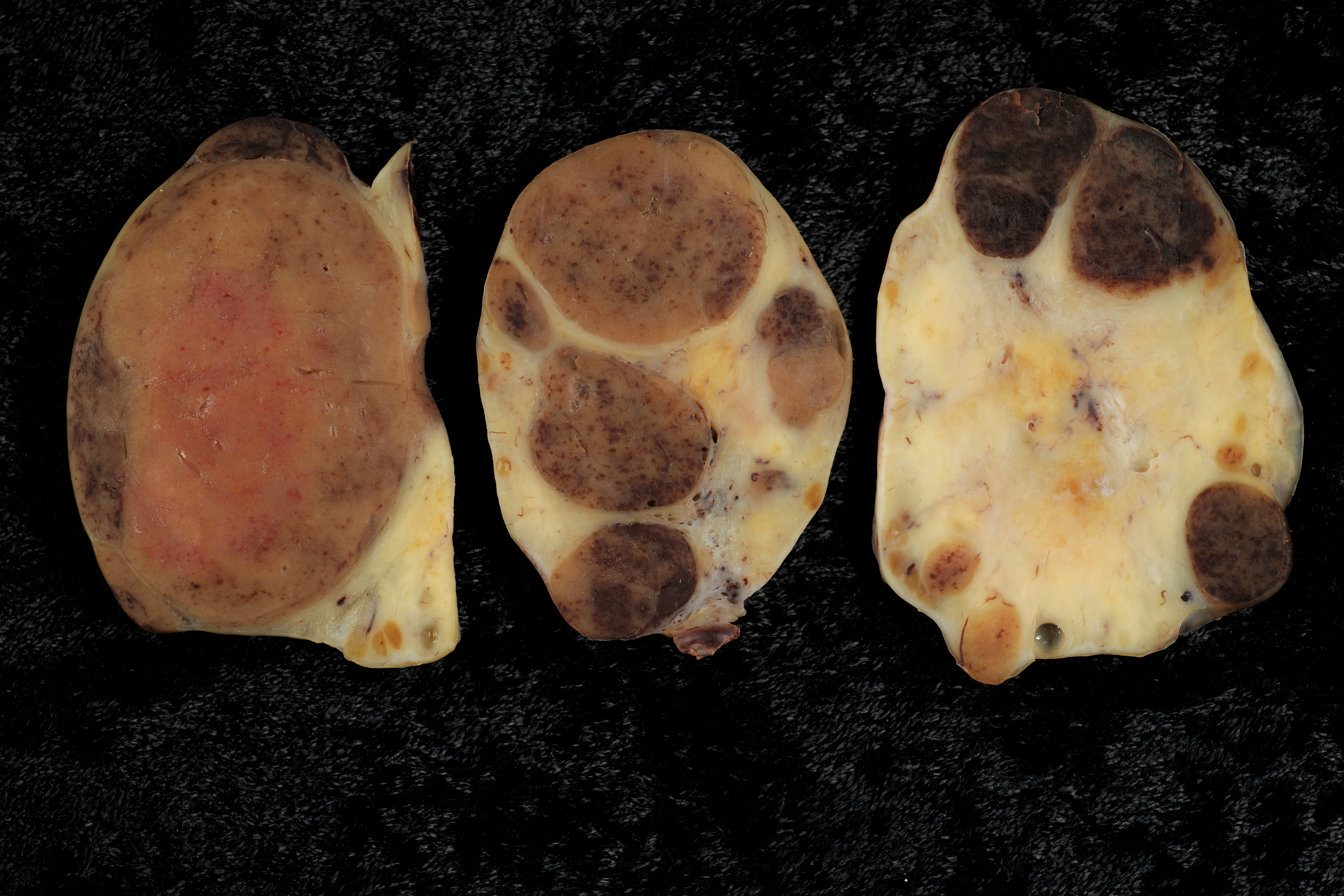
Ovários extraídos com luteomas (pseudotumores de corpo lúteo).

Ooforectomia ou ovariectomia é a remoção cirúrgica de um (unilateral) ou ambos ovários (bilateral). É efetuada para tratar cistos ováricos ou cancros/cânceres ovárico. Em mulheres, com menos de quarenta anos, o cirurgião normalmente  tenta preservar o funcionamento ovárico efetuando apenas uma ooforectomia parcial.
Ambos os ovários podem ser removidos durante uma histerectomia se a doença tiver alastrado do útero para os ovários. A remoção de ambos os ovários, a ooferectomia bilateral, pode reduzir igualmente o risco de cancro ovárico nas mulheres com mais de quarenta anos e depois da menopausa. Ocasionalmente, ambos os ovários podem ser removidos numa doente com cancro da mama, pois o desenvolvimento do cancro pode depender das hormonas estrogénicas produzidas pelo ovário.
Todos os anos, cerca de 300 mil ooforectomias bilaterais são realizadas nos Estados Unidos.

## Motivos
Pode ser feito para:
- Abscesso ovariano;
- Câncer de ovário ou prevenção de cânceres;

Endometriose ovariana;
- Tumores de ovário benignos como luteomas ou cistos;
- Torção ovariana.

Frequentemente é combinada com retirada de Trompas de Falópio (salpingectomia) e de útero (histerectomia), especialmente para prevenção ou tratamento de cânceres.

## Prognóstico
A remoção parcial de um ovário não tem geralmente grandes efeitos adversos, dado que a ovulação e a produção das hormonas prosseguem no outro óvulo. Porém, se ambos os ovários forem removidos antes da menopausa, pode ser necessária terapêutica de reposição hormonal, dado que o estrogênio produzido pelo ovário têm um papel fundamental na prevenção de diversas doenças como:
- Osteoporose;
- Artrite;
- Doenças cardiovasculares;
- Depressão e ansiedade[3];
- Parkinsonismo[4]

Sem terapia hormonal, mulheres com menos de 45 anos que retiraram ambos ovários, tem uma menopausa precoce, perdem parte do desejo sexual, tem seu psicológico abalado e um risco de morte aumentado em 70% comparado com mulheres sem problemas nos ovários. Mulheres que retiraram apenas um ovário ou apenas parte dos ovários não tem risco de morte aumentado mesmo sem terapia hormonal. Porém a terapia hormonal também tem seus riscos e efeitos colaterais, especialmente em casos de câncer.
O mecanismo exato que leva à artrite não é claro, mas a pesquisa indicou que o estrogênio é importante para a saúde das cartilagens e dos ossos, e sua falta pode causar danos e inflamação mais frequentes.